# Ulvenhout
Ulvenhout est un village situé dans la commune néerlandaise de Bréda, dans la province du Brabant-Septentrional. Le 1er janvier 2008, le village comptait 4 692 habitants.
Lors des fusions des communes du Brabant-Septentrional au 1er janvier 1997, le village d'Ulvenhout est rattaché à la commune de Bréda. Toutefois, la partie du territoire située au sud de l'A58 échoit à la commune d'Alphen-Chaam. La commune avait proposé que cette partie s'appellerait désormais Geersbroek, mais les habitants ont refusé : ainsi habitent-ils toujours à Ulvenhout.

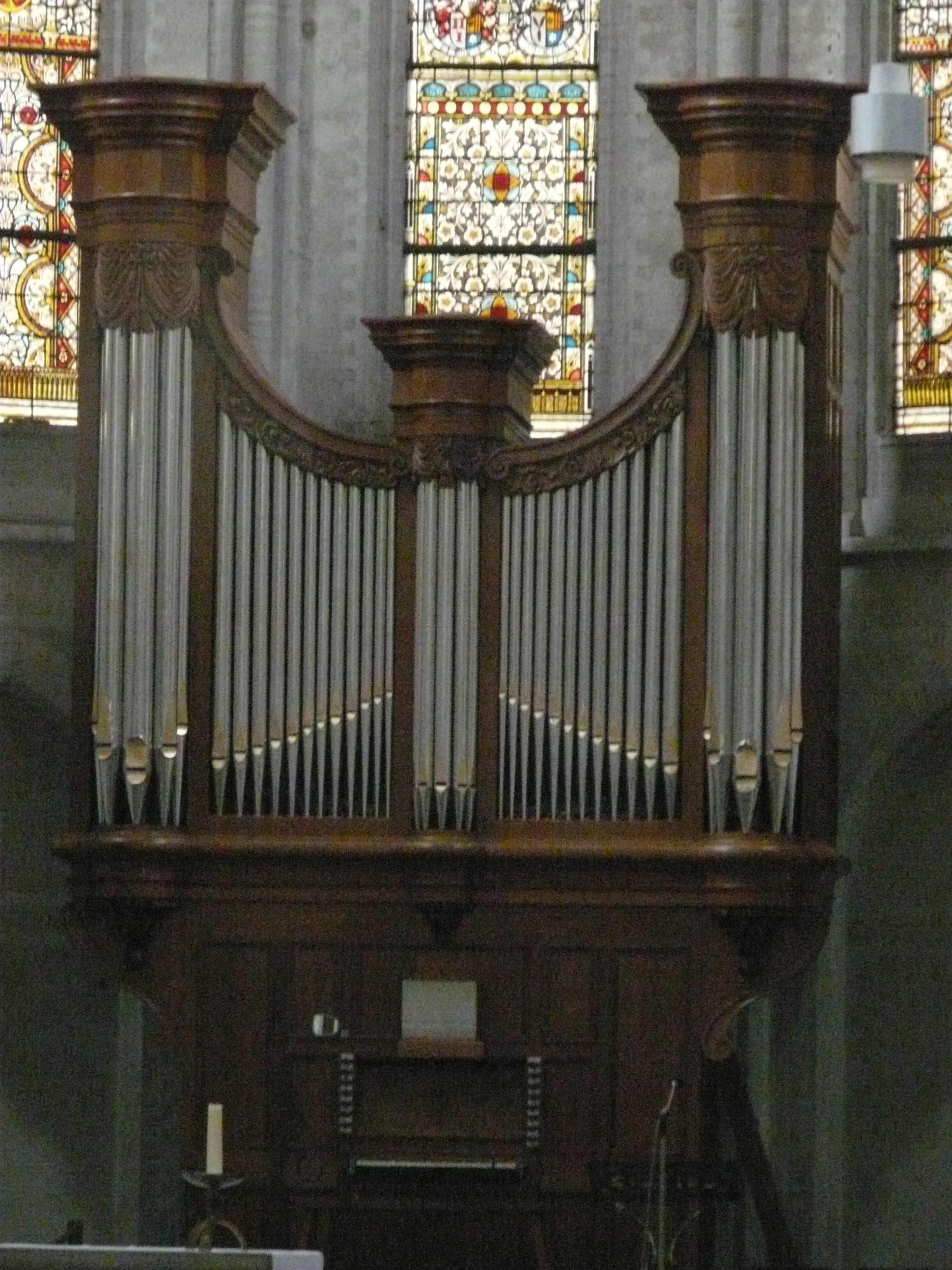
Orgue de l'église de Ulvenhout.